# Brasil Open 2009
Il Brasil Open 2009 è stato un torneo di tennis giocato sul cemento nella categoria ATP World Tour 250 series nell'ambito dell'ATP World Tour 2009. È stata la 9ª edizione del Brasil Open. Si è giocatonel complesso Costa do Sauipe di Mata de São João, in Brasile, dal 9 al 14 febbraio 2009.

## Partecipanti

### Teste di serie
| Giocatore         | Nazionalità | Ranking* | Testa di serie |
| ----------------- | ----------- | -------- | -------------- |
| Nicolás Almagro   | Spagna      | 18       | 1              |
| Tommy Robredo     | Spagna      | 19       | 2              |
| Albert Montañés   | Spagna      | 42       | 3              |
| José Acasuso      | Argentina   | 41       | 4              |
| Marcel Granollers | Spagna      | 47       | 5              |
| Eduardo Schwank   | Argentina   | 52       | 6              |
| Nicolas Devilder  | Francia     | 64       | 7              |
| Potito Starace    | Italia      | 66       | 8              |

- Ranking al 9 febbraio 2009.

### Altri partecipanti
Giocatori che hanno ricevuto una Wild card:
- Ricardo Hocevar
- Flávio Saretta
- Thiago Alves
- Frederico Gil (come special exempt)
- Pablo Cuevas (come special exempt)

Giocatori passati dalle qualificazioni:
- Łukasz Kubot
- Rui Machado
- Daniel Silva
- Caio Zampieri

## Campioni

### Singolare
Tommy Robredo ha battuto in finale  Thomaz Bellucci con il punteggio di 6–3, 3–6, 6–4

### Doppio
Marcel Granollers /  Tommy Robredo hanno battuto in finale  Lucas Arnold Ker /  Juan Mónaco con il punteggio di 6–4, 7–5